# Serra del Cadí
Serra del Cadí är en bergskedja i Spanien. Den ligger i den nordöstra delen av landet, 500 km öster om huvudstaden Madrid.